# 菅原邦雄
菅原 邦雄（すがはら くにお、1948年 - ）は、日本の数学者、微分幾何学の専門家。大阪教育大学数理科学講座名誉教授。日本数学協会理事。
大阪府豊中市出身。1960年、京都大学理学部卒業。同大学院修士課程修了。理学博士。1991年、大阪教育大学助教授。1995年から教授。
和算、そろばん、関孝和についての研究者でもある。

## 著書
- こんな入試になぜできない 　大学入試「数学」の虚像と実像 (2005年、日本評論社：共著。 ISBN 9784535785076 )
- 数学ガイダンスhyper (2005年、日本評論社：共著、数学セミナー編集部／編。 ISBN 9784535784277 )
- 博士がくれた贈り物(2006年、東京図書株式会社：大阪教育大学で開かれた「数理科学フォーラム」で、同じ講座の教授の宇野勝博、埼玉大学教授の岡部恒治、小説家小川洋子との座談会をもとに単行本化。 ISBN 9784489007507 )
- きらめく数学(リベラル・アーツナチュラルサイエンスシリーズ) (2008年、プレアデス出版：宇野勝博との共著。 ISBN 9784903814186 )